# Maude Apatow
Maude Annabelle Apatow (Los Baños, California, 15 de diciembre de 1997) es una actriz estadounidense.

## Biografía
Es la hija mayor del director Judd Apatow y de la actriz Leslie Mann. Comenzó su carrera como actriz desde los 10 años, gracias a la fama y trabajo de sus padres.Cuando tenía 14 años, Maude tenía una cuenta de Twitter famosa y tuvo la oportunidad de entrevistar a One Direction para Teen Vogue en su primera gira por Estados Unidos.
Apatow acudió a la Universidad Northwestern donde estaba estudiando teatro, pero poco antes de audicionar para Euphoria se tomó un descanso y no terminó los estudios.

## Trayectoria
Al inicio de su carrera registró apariciones en películas de su padre como Knocked Up (2007), Funny People (2009) y This Is 40 (2012). Ha actuado en otras producciones cinematográficas como Assassination Nation (2018) y The King of Staten Island (2020) y en las series de televisión Euphoria (2019–presente) y Hollywood (2020), de Ryan Murphy, para Netflix, con Darren Criss y Patti LuPone .
Durante los últimos años ha ganado fama internacional por su papel de Lexi en la serie Euphoria.

## Filmografía

### Cine
| Año  | Título                    | Papel               | Notas              |
| ---- | ------------------------- | ------------------- | ------------------ |
| 2005 | The 40-Year-Old Virgin    |                     | Escenas eliminadas |
| 2007 | Knocked Up                | Sadie               |                    |
| 2009 | Funny People              | Mable               |                    |
| 2012 | This Is 40                | Sadie               |                    |
| 2015 | Pitch Perfect 2           | Chica en el público |                    |
| 2016 | Other People              | Alexandra Mulcahey  |                    |
| 2017 | The House of Tomorrow     | Meredith Whitcomb   |                    |
| 2017 | Don't Mind Alice          |                     | Cortometraje       |
| 2018 | Assassination Nation      | Grace               |                    |
| 2020 | The King of Staten Island | Claire Carlin       |                    |
| 2024 | One of Them Days          | Bethany             |                    |

### Televisión
| Año           | Título    | Papel              | Notas        |
| ------------- | --------- | ------------------ | ------------ |
| 2015          | Girls     | Cleo               | 3 episodios  |
| 2019–presente | Euphoria  | Lexi Howard        | 14 episodios |
| 2020          | Hollywood | Henrietta Castello | 5 episodios  |